# مرکز ملی دفاعی ژنرال لوسیوس دی کلای

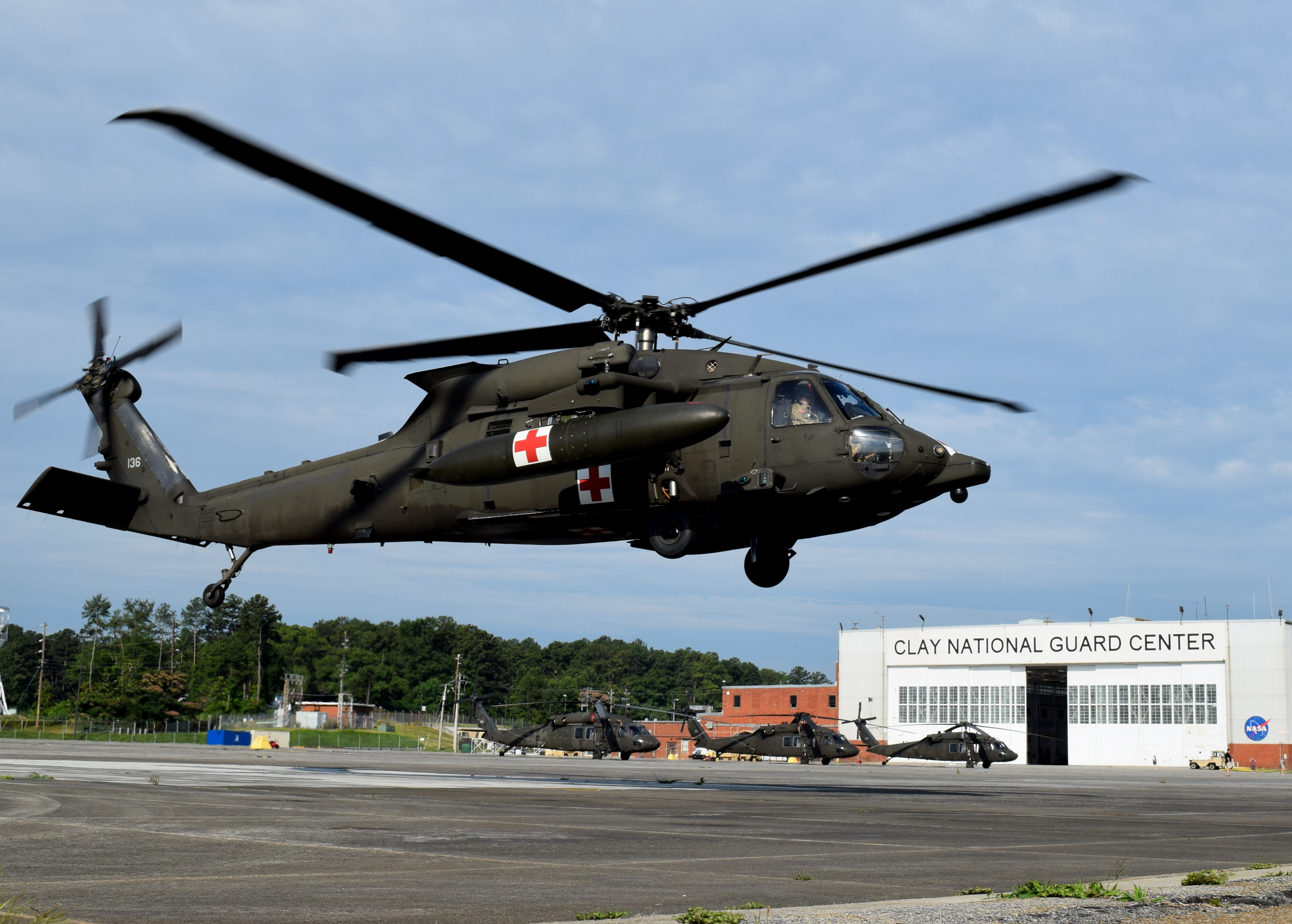
فرودگاه در آمریکا

مرکز ملی دفاعی ژنرال لوسیوس دی کلای (به انگلیسی: General Lucius D. Clay National Guard Center) یک فرودگاه نظامی با کد یاتا MGE است که یک باند فرود بتن دارد و طول باند آن ۳۰۴۸ متر است. این فرودگاه در کشور ایالات متحده آمریکا قرار دارد و در ارتفاع ۳۲۶ متری از سطح دریا واقع شده‌است.